# 王桂兰 (1947年)
王桂兰（1947年—），女，黎族，海南五指山人，中华人民共和国政治人物，曾任海南省妇女联合会副主席，第八、九届全国人大代表。